# Матч за звание чемпиона мира по шахматам 1960
Матч на первенство мира по шахматам между чемпионом мира 48-летним Михаилом Ботвинником и победителем турнира претендентов 23-летним Михаилом Талем проходил с 15 марта по 7 мая 1960 года в Москве в театре имени А. С. Пушкина на Тверском бульваре.
Таль учился в Рижской средней школе № 22 и одновременно с лета 1946 г. посещал шахматный кружок Рижского Дворца пионеров, где его тренером был кандидат в мастера Янис Крузкопс. В 10 лет Таль выполнил 3 разряд, далее победил в юношеском клубе в Риге, в 11 лет — второй разряд и первые межзональные матчи, в 13 лет — участник юношеской сборной команды Латвийской ССР, в 1949 году — выполнение первого разряда, в 17 лет Таль стал чемпионом республики и получил звание мастера. На командном чемпионате СССР 1953 года разделил 1-е и 2-е место на 2-й доске и получил право на матч за звание мастера спорта СССР, который выиграл в 1954 году у многократного чемпиона Белоруссии Владимира Сайгина. В 1955-м занял 1-е место в полуфинале 23-го чемпионата СССР, что позволило в следующем году дебютировать во всесоюзном первенстве: 5—7-е место. 
Одержав победу над Смысловым в Югославии в 1959 году, весной 1960 года настал звёздный час Таля - чемпионская дуэль с Ботвинником. Таль выиграл первую партию у Ботвинника, затем последовали несколько ничьих. Шестую и седьмую партию также выиграл Таль, причём шестую — благодаря жертве коня за пешку. В следующих двух партиях победу одержал Ботвинник. Важной стала одиннадцатая партия, которую Таль выиграл в классической манере, постепенно наращивая позиционное преимущество и затем сильно проведя эндшпиль. Затем последовала серия ничьих, наконец в семнадцатой партии Таль пошёл на обострение и в цейтноте Ботвинник просмотрел тактический удар. Преимущество Таля снова выросло до трёх очков, и он довёл матч до победы. Двадцать первая партия, прошедшая 7 мая 1960 года, кончилась досрочной сдачей Ботвинника со счётом 12½:8½ (6:2 по победам). Таль был увенчан шахматным венком. Таль стал самым молодым чемпионом мира - в 23 года!
Регламент матча: 24 партии на большинство, при счёте 12:12 чемпион сохраняет звание.
Главный арбитр — Гидеон Штальберг (Швеция) и его помощник Гарри Голомбек (Англия).
Секунданты участников: Григорий Гольдберг у Ботвинника, Александр Кобленц у Таля.
Одержав победу со счётом 12½ : 8½ (+6 −2 =13), Михаил Таль стал восьмым чемпионом мира. Ботвинник получил право на матч-реванш, который выиграл, забрав господство у Таля спустя 1,5 года.

## Таблица матча
| № | Участники        | 1 | 2 | 3 | 4 | 5 | 6 | 7 | 8 | 9 | 10 | 11 | 12 | 13 | 14 | 15 | 16 | 17 | 18 | 19 | 20 | 21 | Очки |
| - | ---------------- | - | - | - | - | - | - | - | - | - | -- | -- | -- | -- | -- | -- | -- | -- | -- | -- | -- | -- | ---- |
| 1 | Михаил Таль      | 1 | ½ | ½ | ½ | ½ | 1 | 1 | 0 | 0 | ½  | 1  | ½  | ½  | ½  | ½  | ½  | 1  | ½  | 1  | ½  | ½  | 12½  |
| 2 | Михаил Ботвинник | 0 | ½ | ½ | ½ | ½ | 0 | 0 | 1 | 1 | ½  | 0  | ½  | ½  | ½  | ½  | ½  | 0  | ½  | 0  | ½  | ½  | 8½   |

## Примечательные партии

### Таль — Ботвинник
|   | a | b | c | d | e | f | g | h |   |
| - | --- | --- | --- | --- | --- | --- | --- | --- | - |
| 8 | c8 чёрная ладья · a7 чёрный король · b7 чёрная пешка · d7 чёрная ладья · f7 чёрная пешка · g7 чёрная пешка · a6 чёрная пешка · b6 белая ладья · e6 чёрная пешка · f6 чёрный конь · g6 чёрная пешка · c5 белая пешка · d4 белая пешка · e4 чёрный ферзь · b3 белый ферзь · e2 белый конь · g2 белая пешка · h2 белая пешка · b1 белая ладья · g1 белый король | c8 чёрная ладья · a7 чёрный король · b7 чёрная пешка · d7 чёрная ладья · f7 чёрная пешка · g7 чёрная пешка · a6 чёрная пешка · b6 белая ладья · e6 чёрная пешка · f6 чёрный конь · g6 чёрная пешка · c5 белая пешка · d4 белая пешка · e4 чёрный ферзь · b3 белый ферзь · e2 белый конь · g2 белая пешка · h2 белая пешка · b1 белая ладья · g1 белый король | c8 чёрная ладья · a7 чёрный король · b7 чёрная пешка · d7 чёрная ладья · f7 чёрная пешка · g7 чёрная пешка · a6 чёрная пешка · b6 белая ладья · e6 чёрная пешка · f6 чёрный конь · g6 чёрная пешка · c5 белая пешка · d4 белая пешка · e4 чёрный ферзь · b3 белый ферзь · e2 белый конь · g2 белая пешка · h2 белая пешка · b1 белая ладья · g1 белый король | c8 чёрная ладья · a7 чёрный король · b7 чёрная пешка · d7 чёрная ладья · f7 чёрная пешка · g7 чёрная пешка · a6 чёрная пешка · b6 белая ладья · e6 чёрная пешка · f6 чёрный конь · g6 чёрная пешка · c5 белая пешка · d4 белая пешка · e4 чёрный ферзь · b3 белый ферзь · e2 белый конь · g2 белая пешка · h2 белая пешка · b1 белая ладья · g1 белый король | c8 чёрная ладья · a7 чёрный король · b7 чёрная пешка · d7 чёрная ладья · f7 чёрная пешка · g7 чёрная пешка · a6 чёрная пешка · b6 белая ладья · e6 чёрная пешка · f6 чёрный конь · g6 чёрная пешка · c5 белая пешка · d4 белая пешка · e4 чёрный ферзь · b3 белый ферзь · e2 белый конь · g2 белая пешка · h2 белая пешка · b1 белая ладья · g1 белый король | c8 чёрная ладья · a7 чёрный король · b7 чёрная пешка · d7 чёрная ладья · f7 чёрная пешка · g7 чёрная пешка · a6 чёрная пешка · b6 белая ладья · e6 чёрная пешка · f6 чёрный конь · g6 чёрная пешка · c5 белая пешка · d4 белая пешка · e4 чёрный ферзь · b3 белый ферзь · e2 белый конь · g2 белая пешка · h2 белая пешка · b1 белая ладья · g1 белый король | c8 чёрная ладья · a7 чёрный король · b7 чёрная пешка · d7 чёрная ладья · f7 чёрная пешка · g7 чёрная пешка · a6 чёрная пешка · b6 белая ладья · e6 чёрная пешка · f6 чёрный конь · g6 чёрная пешка · c5 белая пешка · d4 белая пешка · e4 чёрный ферзь · b3 белый ферзь · e2 белый конь · g2 белая пешка · h2 белая пешка · b1 белая ладья · g1 белый король | c8 чёрная ладья · a7 чёрный король · b7 чёрная пешка · d7 чёрная ладья · f7 чёрная пешка · g7 чёрная пешка · a6 чёрная пешка · b6 белая ладья · e6 чёрная пешка · f6 чёрный конь · g6 чёрная пешка · c5 белая пешка · d4 белая пешка · e4 чёрный ферзь · b3 белый ферзь · e2 белый конь · g2 белая пешка · h2 белая пешка · b1 белая ладья · g1 белый король | 8 |
| 7 | c8 чёрная ладья · a7 чёрный король · b7 чёрная пешка · d7 чёрная ладья · f7 чёрная пешка · g7 чёрная пешка · a6 чёрная пешка · b6 белая ладья · e6 чёрная пешка · f6 чёрный конь · g6 чёрная пешка · c5 белая пешка · d4 белая пешка · e4 чёрный ферзь · b3 белый ферзь · e2 белый конь · g2 белая пешка · h2 белая пешка · b1 белая ладья · g1 белый король | c8 чёрная ладья · a7 чёрный король · b7 чёрная пешка · d7 чёрная ладья · f7 чёрная пешка · g7 чёрная пешка · a6 чёрная пешка · b6 белая ладья · e6 чёрная пешка · f6 чёрный конь · g6 чёрная пешка · c5 белая пешка · d4 белая пешка · e4 чёрный ферзь · b3 белый ферзь · e2 белый конь · g2 белая пешка · h2 белая пешка · b1 белая ладья · g1 белый король | c8 чёрная ладья · a7 чёрный король · b7 чёрная пешка · d7 чёрная ладья · f7 чёрная пешка · g7 чёрная пешка · a6 чёрная пешка · b6 белая ладья · e6 чёрная пешка · f6 чёрный конь · g6 чёрная пешка · c5 белая пешка · d4 белая пешка · e4 чёрный ферзь · b3 белый ферзь · e2 белый конь · g2 белая пешка · h2 белая пешка · b1 белая ладья · g1 белый король | c8 чёрная ладья · a7 чёрный король · b7 чёрная пешка · d7 чёрная ладья · f7 чёрная пешка · g7 чёрная пешка · a6 чёрная пешка · b6 белая ладья · e6 чёрная пешка · f6 чёрный конь · g6 чёрная пешка · c5 белая пешка · d4 белая пешка · e4 чёрный ферзь · b3 белый ферзь · e2 белый конь · g2 белая пешка · h2 белая пешка · b1 белая ладья · g1 белый король | c8 чёрная ладья · a7 чёрный король · b7 чёрная пешка · d7 чёрная ладья · f7 чёрная пешка · g7 чёрная пешка · a6 чёрная пешка · b6 белая ладья · e6 чёрная пешка · f6 чёрный конь · g6 чёрная пешка · c5 белая пешка · d4 белая пешка · e4 чёрный ферзь · b3 белый ферзь · e2 белый конь · g2 белая пешка · h2 белая пешка · b1 белая ладья · g1 белый король | c8 чёрная ладья · a7 чёрный король · b7 чёрная пешка · d7 чёрная ладья · f7 чёрная пешка · g7 чёрная пешка · a6 чёрная пешка · b6 белая ладья · e6 чёрная пешка · f6 чёрный конь · g6 чёрная пешка · c5 белая пешка · d4 белая пешка · e4 чёрный ферзь · b3 белый ферзь · e2 белый конь · g2 белая пешка · h2 белая пешка · b1 белая ладья · g1 белый король | c8 чёрная ладья · a7 чёрный король · b7 чёрная пешка · d7 чёрная ладья · f7 чёрная пешка · g7 чёрная пешка · a6 чёрная пешка · b6 белая ладья · e6 чёрная пешка · f6 чёрный конь · g6 чёрная пешка · c5 белая пешка · d4 белая пешка · e4 чёрный ферзь · b3 белый ферзь · e2 белый конь · g2 белая пешка · h2 белая пешка · b1 белая ладья · g1 белый король | c8 чёрная ладья · a7 чёрный король · b7 чёрная пешка · d7 чёрная ладья · f7 чёрная пешка · g7 чёрная пешка · a6 чёрная пешка · b6 белая ладья · e6 чёрная пешка · f6 чёрный конь · g6 чёрная пешка · c5 белая пешка · d4 белая пешка · e4 чёрный ферзь · b3 белый ферзь · e2 белый конь · g2 белая пешка · h2 белая пешка · b1 белая ладья · g1 белый король | 7 |
| 6 | c8 чёрная ладья · a7 чёрный король · b7 чёрная пешка · d7 чёрная ладья · f7 чёрная пешка · g7 чёрная пешка · a6 чёрная пешка · b6 белая ладья · e6 чёрная пешка · f6 чёрный конь · g6 чёрная пешка · c5 белая пешка · d4 белая пешка · e4 чёрный ферзь · b3 белый ферзь · e2 белый конь · g2 белая пешка · h2 белая пешка · b1 белая ладья · g1 белый король | c8 чёрная ладья · a7 чёрный король · b7 чёрная пешка · d7 чёрная ладья · f7 чёрная пешка · g7 чёрная пешка · a6 чёрная пешка · b6 белая ладья · e6 чёрная пешка · f6 чёрный конь · g6 чёрная пешка · c5 белая пешка · d4 белая пешка · e4 чёрный ферзь · b3 белый ферзь · e2 белый конь · g2 белая пешка · h2 белая пешка · b1 белая ладья · g1 белый король | c8 чёрная ладья · a7 чёрный король · b7 чёрная пешка · d7 чёрная ладья · f7 чёрная пешка · g7 чёрная пешка · a6 чёрная пешка · b6 белая ладья · e6 чёрная пешка · f6 чёрный конь · g6 чёрная пешка · c5 белая пешка · d4 белая пешка · e4 чёрный ферзь · b3 белый ферзь · e2 белый конь · g2 белая пешка · h2 белая пешка · b1 белая ладья · g1 белый король | c8 чёрная ладья · a7 чёрный король · b7 чёрная пешка · d7 чёрная ладья · f7 чёрная пешка · g7 чёрная пешка · a6 чёрная пешка · b6 белая ладья · e6 чёрная пешка · f6 чёрный конь · g6 чёрная пешка · c5 белая пешка · d4 белая пешка · e4 чёрный ферзь · b3 белый ферзь · e2 белый конь · g2 белая пешка · h2 белая пешка · b1 белая ладья · g1 белый король | c8 чёрная ладья · a7 чёрный король · b7 чёрная пешка · d7 чёрная ладья · f7 чёрная пешка · g7 чёрная пешка · a6 чёрная пешка · b6 белая ладья · e6 чёрная пешка · f6 чёрный конь · g6 чёрная пешка · c5 белая пешка · d4 белая пешка · e4 чёрный ферзь · b3 белый ферзь · e2 белый конь · g2 белая пешка · h2 белая пешка · b1 белая ладья · g1 белый король | c8 чёрная ладья · a7 чёрный король · b7 чёрная пешка · d7 чёрная ладья · f7 чёрная пешка · g7 чёрная пешка · a6 чёрная пешка · b6 белая ладья · e6 чёрная пешка · f6 чёрный конь · g6 чёрная пешка · c5 белая пешка · d4 белая пешка · e4 чёрный ферзь · b3 белый ферзь · e2 белый конь · g2 белая пешка · h2 белая пешка · b1 белая ладья · g1 белый король | c8 чёрная ладья · a7 чёрный король · b7 чёрная пешка · d7 чёрная ладья · f7 чёрная пешка · g7 чёрная пешка · a6 чёрная пешка · b6 белая ладья · e6 чёрная пешка · f6 чёрный конь · g6 чёрная пешка · c5 белая пешка · d4 белая пешка · e4 чёрный ферзь · b3 белый ферзь · e2 белый конь · g2 белая пешка · h2 белая пешка · b1 белая ладья · g1 белый король | c8 чёрная ладья · a7 чёрный король · b7 чёрная пешка · d7 чёрная ладья · f7 чёрная пешка · g7 чёрная пешка · a6 чёрная пешка · b6 белая ладья · e6 чёрная пешка · f6 чёрный конь · g6 чёрная пешка · c5 белая пешка · d4 белая пешка · e4 чёрный ферзь · b3 белый ферзь · e2 белый конь · g2 белая пешка · h2 белая пешка · b1 белая ладья · g1 белый король | 6 |
| 5 | c8 чёрная ладья · a7 чёрный король · b7 чёрная пешка · d7 чёрная ладья · f7 чёрная пешка · g7 чёрная пешка · a6 чёрная пешка · b6 белая ладья · e6 чёрная пешка · f6 чёрный конь · g6 чёрная пешка · c5 белая пешка · d4 белая пешка · e4 чёрный ферзь · b3 белый ферзь · e2 белый конь · g2 белая пешка · h2 белая пешка · b1 белая ладья · g1 белый король | c8 чёрная ладья · a7 чёрный король · b7 чёрная пешка · d7 чёрная ладья · f7 чёрная пешка · g7 чёрная пешка · a6 чёрная пешка · b6 белая ладья · e6 чёрная пешка · f6 чёрный конь · g6 чёрная пешка · c5 белая пешка · d4 белая пешка · e4 чёрный ферзь · b3 белый ферзь · e2 белый конь · g2 белая пешка · h2 белая пешка · b1 белая ладья · g1 белый король | c8 чёрная ладья · a7 чёрный король · b7 чёрная пешка · d7 чёрная ладья · f7 чёрная пешка · g7 чёрная пешка · a6 чёрная пешка · b6 белая ладья · e6 чёрная пешка · f6 чёрный конь · g6 чёрная пешка · c5 белая пешка · d4 белая пешка · e4 чёрный ферзь · b3 белый ферзь · e2 белый конь · g2 белая пешка · h2 белая пешка · b1 белая ладья · g1 белый король | c8 чёрная ладья · a7 чёрный король · b7 чёрная пешка · d7 чёрная ладья · f7 чёрная пешка · g7 чёрная пешка · a6 чёрная пешка · b6 белая ладья · e6 чёрная пешка · f6 чёрный конь · g6 чёрная пешка · c5 белая пешка · d4 белая пешка · e4 чёрный ферзь · b3 белый ферзь · e2 белый конь · g2 белая пешка · h2 белая пешка · b1 белая ладья · g1 белый король | c8 чёрная ладья · a7 чёрный король · b7 чёрная пешка · d7 чёрная ладья · f7 чёрная пешка · g7 чёрная пешка · a6 чёрная пешка · b6 белая ладья · e6 чёрная пешка · f6 чёрный конь · g6 чёрная пешка · c5 белая пешка · d4 белая пешка · e4 чёрный ферзь · b3 белый ферзь · e2 белый конь · g2 белая пешка · h2 белая пешка · b1 белая ладья · g1 белый король | c8 чёрная ладья · a7 чёрный король · b7 чёрная пешка · d7 чёрная ладья · f7 чёрная пешка · g7 чёрная пешка · a6 чёрная пешка · b6 белая ладья · e6 чёрная пешка · f6 чёрный конь · g6 чёрная пешка · c5 белая пешка · d4 белая пешка · e4 чёрный ферзь · b3 белый ферзь · e2 белый конь · g2 белая пешка · h2 белая пешка · b1 белая ладья · g1 белый король | c8 чёрная ладья · a7 чёрный король · b7 чёрная пешка · d7 чёрная ладья · f7 чёрная пешка · g7 чёрная пешка · a6 чёрная пешка · b6 белая ладья · e6 чёрная пешка · f6 чёрный конь · g6 чёрная пешка · c5 белая пешка · d4 белая пешка · e4 чёрный ферзь · b3 белый ферзь · e2 белый конь · g2 белая пешка · h2 белая пешка · b1 белая ладья · g1 белый король | c8 чёрная ладья · a7 чёрный король · b7 чёрная пешка · d7 чёрная ладья · f7 чёрная пешка · g7 чёрная пешка · a6 чёрная пешка · b6 белая ладья · e6 чёрная пешка · f6 чёрный конь · g6 чёрная пешка · c5 белая пешка · d4 белая пешка · e4 чёрный ферзь · b3 белый ферзь · e2 белый конь · g2 белая пешка · h2 белая пешка · b1 белая ладья · g1 белый король | 5 |
| 4 | c8 чёрная ладья · a7 чёрный король · b7 чёрная пешка · d7 чёрная ладья · f7 чёрная пешка · g7 чёрная пешка · a6 чёрная пешка · b6 белая ладья · e6 чёрная пешка · f6 чёрный конь · g6 чёрная пешка · c5 белая пешка · d4 белая пешка · e4 чёрный ферзь · b3 белый ферзь · e2 белый конь · g2 белая пешка · h2 белая пешка · b1 белая ладья · g1 белый король | c8 чёрная ладья · a7 чёрный король · b7 чёрная пешка · d7 чёрная ладья · f7 чёрная пешка · g7 чёрная пешка · a6 чёрная пешка · b6 белая ладья · e6 чёрная пешка · f6 чёрный конь · g6 чёрная пешка · c5 белая пешка · d4 белая пешка · e4 чёрный ферзь · b3 белый ферзь · e2 белый конь · g2 белая пешка · h2 белая пешка · b1 белая ладья · g1 белый король | c8 чёрная ладья · a7 чёрный король · b7 чёрная пешка · d7 чёрная ладья · f7 чёрная пешка · g7 чёрная пешка · a6 чёрная пешка · b6 белая ладья · e6 чёрная пешка · f6 чёрный конь · g6 чёрная пешка · c5 белая пешка · d4 белая пешка · e4 чёрный ферзь · b3 белый ферзь · e2 белый конь · g2 белая пешка · h2 белая пешка · b1 белая ладья · g1 белый король | c8 чёрная ладья · a7 чёрный король · b7 чёрная пешка · d7 чёрная ладья · f7 чёрная пешка · g7 чёрная пешка · a6 чёрная пешка · b6 белая ладья · e6 чёрная пешка · f6 чёрный конь · g6 чёрная пешка · c5 белая пешка · d4 белая пешка · e4 чёрный ферзь · b3 белый ферзь · e2 белый конь · g2 белая пешка · h2 белая пешка · b1 белая ладья · g1 белый король | c8 чёрная ладья · a7 чёрный король · b7 чёрная пешка · d7 чёрная ладья · f7 чёрная пешка · g7 чёрная пешка · a6 чёрная пешка · b6 белая ладья · e6 чёрная пешка · f6 чёрный конь · g6 чёрная пешка · c5 белая пешка · d4 белая пешка · e4 чёрный ферзь · b3 белый ферзь · e2 белый конь · g2 белая пешка · h2 белая пешка · b1 белая ладья · g1 белый король | c8 чёрная ладья · a7 чёрный король · b7 чёрная пешка · d7 чёрная ладья · f7 чёрная пешка · g7 чёрная пешка · a6 чёрная пешка · b6 белая ладья · e6 чёрная пешка · f6 чёрный конь · g6 чёрная пешка · c5 белая пешка · d4 белая пешка · e4 чёрный ферзь · b3 белый ферзь · e2 белый конь · g2 белая пешка · h2 белая пешка · b1 белая ладья · g1 белый король | c8 чёрная ладья · a7 чёрный король · b7 чёрная пешка · d7 чёрная ладья · f7 чёрная пешка · g7 чёрная пешка · a6 чёрная пешка · b6 белая ладья · e6 чёрная пешка · f6 чёрный конь · g6 чёрная пешка · c5 белая пешка · d4 белая пешка · e4 чёрный ферзь · b3 белый ферзь · e2 белый конь · g2 белая пешка · h2 белая пешка · b1 белая ладья · g1 белый король | c8 чёрная ладья · a7 чёрный король · b7 чёрная пешка · d7 чёрная ладья · f7 чёрная пешка · g7 чёрная пешка · a6 чёрная пешка · b6 белая ладья · e6 чёрная пешка · f6 чёрный конь · g6 чёрная пешка · c5 белая пешка · d4 белая пешка · e4 чёрный ферзь · b3 белый ферзь · e2 белый конь · g2 белая пешка · h2 белая пешка · b1 белая ладья · g1 белый король | 4 |
| 3 | c8 чёрная ладья · a7 чёрный король · b7 чёрная пешка · d7 чёрная ладья · f7 чёрная пешка · g7 чёрная пешка · a6 чёрная пешка · b6 белая ладья · e6 чёрная пешка · f6 чёрный конь · g6 чёрная пешка · c5 белая пешка · d4 белая пешка · e4 чёрный ферзь · b3 белый ферзь · e2 белый конь · g2 белая пешка · h2 белая пешка · b1 белая ладья · g1 белый король | c8 чёрная ладья · a7 чёрный король · b7 чёрная пешка · d7 чёрная ладья · f7 чёрная пешка · g7 чёрная пешка · a6 чёрная пешка · b6 белая ладья · e6 чёрная пешка · f6 чёрный конь · g6 чёрная пешка · c5 белая пешка · d4 белая пешка · e4 чёрный ферзь · b3 белый ферзь · e2 белый конь · g2 белая пешка · h2 белая пешка · b1 белая ладья · g1 белый король | c8 чёрная ладья · a7 чёрный король · b7 чёрная пешка · d7 чёрная ладья · f7 чёрная пешка · g7 чёрная пешка · a6 чёрная пешка · b6 белая ладья · e6 чёрная пешка · f6 чёрный конь · g6 чёрная пешка · c5 белая пешка · d4 белая пешка · e4 чёрный ферзь · b3 белый ферзь · e2 белый конь · g2 белая пешка · h2 белая пешка · b1 белая ладья · g1 белый король | c8 чёрная ладья · a7 чёрный король · b7 чёрная пешка · d7 чёрная ладья · f7 чёрная пешка · g7 чёрная пешка · a6 чёрная пешка · b6 белая ладья · e6 чёрная пешка · f6 чёрный конь · g6 чёрная пешка · c5 белая пешка · d4 белая пешка · e4 чёрный ферзь · b3 белый ферзь · e2 белый конь · g2 белая пешка · h2 белая пешка · b1 белая ладья · g1 белый король | c8 чёрная ладья · a7 чёрный король · b7 чёрная пешка · d7 чёрная ладья · f7 чёрная пешка · g7 чёрная пешка · a6 чёрная пешка · b6 белая ладья · e6 чёрная пешка · f6 чёрный конь · g6 чёрная пешка · c5 белая пешка · d4 белая пешка · e4 чёрный ферзь · b3 белый ферзь · e2 белый конь · g2 белая пешка · h2 белая пешка · b1 белая ладья · g1 белый король | c8 чёрная ладья · a7 чёрный король · b7 чёрная пешка · d7 чёрная ладья · f7 чёрная пешка · g7 чёрная пешка · a6 чёрная пешка · b6 белая ладья · e6 чёрная пешка · f6 чёрный конь · g6 чёрная пешка · c5 белая пешка · d4 белая пешка · e4 чёрный ферзь · b3 белый ферзь · e2 белый конь · g2 белая пешка · h2 белая пешка · b1 белая ладья · g1 белый король | c8 чёрная ладья · a7 чёрный король · b7 чёрная пешка · d7 чёрная ладья · f7 чёрная пешка · g7 чёрная пешка · a6 чёрная пешка · b6 белая ладья · e6 чёрная пешка · f6 чёрный конь · g6 чёрная пешка · c5 белая пешка · d4 белая пешка · e4 чёрный ферзь · b3 белый ферзь · e2 белый конь · g2 белая пешка · h2 белая пешка · b1 белая ладья · g1 белый король | c8 чёрная ладья · a7 чёрный король · b7 чёрная пешка · d7 чёрная ладья · f7 чёрная пешка · g7 чёрная пешка · a6 чёрная пешка · b6 белая ладья · e6 чёрная пешка · f6 чёрный конь · g6 чёрная пешка · c5 белая пешка · d4 белая пешка · e4 чёрный ферзь · b3 белый ферзь · e2 белый конь · g2 белая пешка · h2 белая пешка · b1 белая ладья · g1 белый король | 3 |
| 2 | c8 чёрная ладья · a7 чёрный король · b7 чёрная пешка · d7 чёрная ладья · f7 чёрная пешка · g7 чёрная пешка · a6 чёрная пешка · b6 белая ладья · e6 чёрная пешка · f6 чёрный конь · g6 чёрная пешка · c5 белая пешка · d4 белая пешка · e4 чёрный ферзь · b3 белый ферзь · e2 белый конь · g2 белая пешка · h2 белая пешка · b1 белая ладья · g1 белый король | c8 чёрная ладья · a7 чёрный король · b7 чёрная пешка · d7 чёрная ладья · f7 чёрная пешка · g7 чёрная пешка · a6 чёрная пешка · b6 белая ладья · e6 чёрная пешка · f6 чёрный конь · g6 чёрная пешка · c5 белая пешка · d4 белая пешка · e4 чёрный ферзь · b3 белый ферзь · e2 белый конь · g2 белая пешка · h2 белая пешка · b1 белая ладья · g1 белый король | c8 чёрная ладья · a7 чёрный король · b7 чёрная пешка · d7 чёрная ладья · f7 чёрная пешка · g7 чёрная пешка · a6 чёрная пешка · b6 белая ладья · e6 чёрная пешка · f6 чёрный конь · g6 чёрная пешка · c5 белая пешка · d4 белая пешка · e4 чёрный ферзь · b3 белый ферзь · e2 белый конь · g2 белая пешка · h2 белая пешка · b1 белая ладья · g1 белый король | c8 чёрная ладья · a7 чёрный король · b7 чёрная пешка · d7 чёрная ладья · f7 чёрная пешка · g7 чёрная пешка · a6 чёрная пешка · b6 белая ладья · e6 чёрная пешка · f6 чёрный конь · g6 чёрная пешка · c5 белая пешка · d4 белая пешка · e4 чёрный ферзь · b3 белый ферзь · e2 белый конь · g2 белая пешка · h2 белая пешка · b1 белая ладья · g1 белый король | c8 чёрная ладья · a7 чёрный король · b7 чёрная пешка · d7 чёрная ладья · f7 чёрная пешка · g7 чёрная пешка · a6 чёрная пешка · b6 белая ладья · e6 чёрная пешка · f6 чёрный конь · g6 чёрная пешка · c5 белая пешка · d4 белая пешка · e4 чёрный ферзь · b3 белый ферзь · e2 белый конь · g2 белая пешка · h2 белая пешка · b1 белая ладья · g1 белый король | c8 чёрная ладья · a7 чёрный король · b7 чёрная пешка · d7 чёрная ладья · f7 чёрная пешка · g7 чёрная пешка · a6 чёрная пешка · b6 белая ладья · e6 чёрная пешка · f6 чёрный конь · g6 чёрная пешка · c5 белая пешка · d4 белая пешка · e4 чёрный ферзь · b3 белый ферзь · e2 белый конь · g2 белая пешка · h2 белая пешка · b1 белая ладья · g1 белый король | c8 чёрная ладья · a7 чёрный король · b7 чёрная пешка · d7 чёрная ладья · f7 чёрная пешка · g7 чёрная пешка · a6 чёрная пешка · b6 белая ладья · e6 чёрная пешка · f6 чёрный конь · g6 чёрная пешка · c5 белая пешка · d4 белая пешка · e4 чёрный ферзь · b3 белый ферзь · e2 белый конь · g2 белая пешка · h2 белая пешка · b1 белая ладья · g1 белый король | c8 чёрная ладья · a7 чёрный король · b7 чёрная пешка · d7 чёрная ладья · f7 чёрная пешка · g7 чёрная пешка · a6 чёрная пешка · b6 белая ладья · e6 чёрная пешка · f6 чёрный конь · g6 чёрная пешка · c5 белая пешка · d4 белая пешка · e4 чёрный ферзь · b3 белый ферзь · e2 белый конь · g2 белая пешка · h2 белая пешка · b1 белая ладья · g1 белый король | 2 |
| 1 | c8 чёрная ладья · a7 чёрный король · b7 чёрная пешка · d7 чёрная ладья · f7 чёрная пешка · g7 чёрная пешка · a6 чёрная пешка · b6 белая ладья · e6 чёрная пешка · f6 чёрный конь · g6 чёрная пешка · c5 белая пешка · d4 белая пешка · e4 чёрный ферзь · b3 белый ферзь · e2 белый конь · g2 белая пешка · h2 белая пешка · b1 белая ладья · g1 белый король | c8 чёрная ладья · a7 чёрный король · b7 чёрная пешка · d7 чёрная ладья · f7 чёрная пешка · g7 чёрная пешка · a6 чёрная пешка · b6 белая ладья · e6 чёрная пешка · f6 чёрный конь · g6 чёрная пешка · c5 белая пешка · d4 белая пешка · e4 чёрный ферзь · b3 белый ферзь · e2 белый конь · g2 белая пешка · h2 белая пешка · b1 белая ладья · g1 белый король | c8 чёрная ладья · a7 чёрный король · b7 чёрная пешка · d7 чёрная ладья · f7 чёрная пешка · g7 чёрная пешка · a6 чёрная пешка · b6 белая ладья · e6 чёрная пешка · f6 чёрный конь · g6 чёрная пешка · c5 белая пешка · d4 белая пешка · e4 чёрный ферзь · b3 белый ферзь · e2 белый конь · g2 белая пешка · h2 белая пешка · b1 белая ладья · g1 белый король | c8 чёрная ладья · a7 чёрный король · b7 чёрная пешка · d7 чёрная ладья · f7 чёрная пешка · g7 чёрная пешка · a6 чёрная пешка · b6 белая ладья · e6 чёрная пешка · f6 чёрный конь · g6 чёрная пешка · c5 белая пешка · d4 белая пешка · e4 чёрный ферзь · b3 белый ферзь · e2 белый конь · g2 белая пешка · h2 белая пешка · b1 белая ладья · g1 белый король | c8 чёрная ладья · a7 чёрный король · b7 чёрная пешка · d7 чёрная ладья · f7 чёрная пешка · g7 чёрная пешка · a6 чёрная пешка · b6 белая ладья · e6 чёрная пешка · f6 чёрный конь · g6 чёрная пешка · c5 белая пешка · d4 белая пешка · e4 чёрный ферзь · b3 белый ферзь · e2 белый конь · g2 белая пешка · h2 белая пешка · b1 белая ладья · g1 белый король | c8 чёрная ладья · a7 чёрный король · b7 чёрная пешка · d7 чёрная ладья · f7 чёрная пешка · g7 чёрная пешка · a6 чёрная пешка · b6 белая ладья · e6 чёрная пешка · f6 чёрный конь · g6 чёрная пешка · c5 белая пешка · d4 белая пешка · e4 чёрный ферзь · b3 белый ферзь · e2 белый конь · g2 белая пешка · h2 белая пешка · b1 белая ладья · g1 белый король | c8 чёрная ладья · a7 чёрный король · b7 чёрная пешка · d7 чёрная ладья · f7 чёрная пешка · g7 чёрная пешка · a6 чёрная пешка · b6 белая ладья · e6 чёрная пешка · f6 чёрный конь · g6 чёрная пешка · c5 белая пешка · d4 белая пешка · e4 чёрный ферзь · b3 белый ферзь · e2 белый конь · g2 белая пешка · h2 белая пешка · b1 белая ладья · g1 белый король | c8 чёрная ладья · a7 чёрный король · b7 чёрная пешка · d7 чёрная ладья · f7 чёрная пешка · g7 чёрная пешка · a6 чёрная пешка · b6 белая ладья · e6 чёрная пешка · f6 чёрный конь · g6 чёрная пешка · c5 белая пешка · d4 белая пешка · e4 чёрный ферзь · b3 белый ферзь · e2 белый конь · g2 белая пешка · h2 белая пешка · b1 белая ладья · g1 белый король | 1 |
|   | a | b | c | d | e | f | g | h |   |

1. e4 c6 2. d4 d5 3. Кс3 de 4. К:e4 Сf5 5. Кg3 Сg6 6. Сс4 e6 7. К1e2 Кf6 8. Кf4 Сd6 9. К:g6 hg 10. Сg5 Кbd7 11. O-O Фа5 12. f4 O-O-O 13. a3 Фс7 14. b4 Кb6 15. Се2 Се7 16. Фd3 Кfd5 17. С:e7 Ф:e7 18. c4 Кf6 19. Лаb1 Фd7 20. Лbd1 Крb8 21. Фb3 Фс7 22. a4 Лһ4 23. a5 Кс8 24. Фе3 Ке7 25. Фе5 Лһһ8 26. b5 cb 27. Ф:b5 a6 28. Фb2 Лd7 29. c5 Кра8 30. Сf3 Кс6 31. С:c6 Ф:c6 32. Лf3 Фа4 33. Лfd3 Лс8 34. Лb1 Ф:a5 35. Лb3 Фс7 36. Фа3 Кра7 37. Лb6 Ф:f4 38. Ке2 Фе4 39. Фb3 (см. диаграмму)
39 …Фd5?? (39 …Кра8!) 40. Л:a6+ Крb8 41. Фа4, 1 : 0

## В культуре
- Роман Дэниела Таммета «Мишенька» (2016)[1]